# Temporada 1991-92 de los Golden State Warriors
La temporada 1991-92 fue la cuadragésimo sexta de los Warriors en la NBA, la trigésima en el Área de la Bahía de San Francisco, a donde llegaron procedentes de Filadelfia, y la vigesimoprimera en la ciudad de Oakland con la denominación de Golden State Warriors. La temporada regular acabó con 55 victorias y 27 derrotas, acabando en la tercera posición de la Conferencia Oeste, clasificándose para los playoffs en los que cayeron en primera ronda ante Seattle SuperSonics.

## Elecciones en elDraft
| Ronda | Puesto | Jugador          | Posición  | Nacionalidad   | Universidad          |
| ----- | ------ | ---------------- | --------- | -------------- | -------------------- |
| 1     | 16     | Chris Gatling    | Ala-Pívot | Estados Unidos | Old Dominion         |
| 1     | 17     | Victor Alexander | Pívot     | Estados Unidos | Iowa State           |
| 1     | 25     | Shaun Vandiver   | Ala-Pívot | Estados Unidos | Colorado             |
| 2     | 43     | Lamont Strothers | Escolta   | Estados Unidos | Christopher Newport* |

## Temporada regular
| División Pacífico        | División Pacífico | División Pacífico | División Pacífico | División Pacífico | División Pacífico | División Pacífico | División Pacífico | División Pacífico |
| Equipo                   | G                 | P                 | %                 | PD                | Casa              | Fuera             | Div               |                   |
| ------------------------ | ----------------- | ----------------- | ----------------- | ----------------- | ----------------- | ----------------- | ----------------- | ----------------- |
| y-Portland Trail Blazers | 57                | 25                | .695              | —                 | 33–8              | 24–17             | 21–9              |                   |
| x-Golden State Warriors  | 55                | 27                | .671              | 2                 | 31–10             | 24–17             | 19–11             |                   |
| x-Phoenix Suns           | 53                | 29                | .646              | 4                 | 36–5              | 17–24             | 17–13             |                   |
| x-Seattle SuperSonics    | 47                | 35                | .573              | 10                | 28–13             | 19–22             | 16–14             |                   |
| x-Los Angeles Clippers   | 45                | 37                | .549              | 12                | 29–12             | 16–25             | 13–17             |                   |
| x-Los Angeles Lakers     | 43                | 39                | .524              | 14                | 24–17             | 19–22             | 13–17             |                   |
| Sacramento Kings         | 29                | 53                | .354              | 28                | 21–20             | 8–33              | 6–24              |                   |

## Playoffs

### Primera ronda
Golden State Warriors vs. Seattle SuperSonics 
| Fecha       | Partido                                            | Ciudad  |
| ----------- | -------------------------------------------------- | ------- |
| 23 de abril | Golden State Warriors 109, Seattle SuperSonics 117 | Oakland |
| 25 de abril | Golden State Warriors 115, Seattle SuperSonics 101 | Oakland |
| 28 de abril | Seattle SuperSonics 129, Golden State Warriors 128 | Seattle |
| 30 de abril | Seattle SuperSonics 119, Golden State Warriors 116 | Seattle |
|             | Seattle SuperSonics gana las series 3-1            |         |

## Estadísticas

### Temporada regular
| Rk | Jugador              | Edad | P  | PT | MP   | TC   | TCI  | %TC  | T3  | T3I | %T3  | TL  | TLI | %TL  | RO  | RD  | RT  | AS   | RB  | TAP | BP  | FP  | PTS  |
| -- | -------------------- | ---- | -- | -- | ---- | ---- | ---- | ---- | --- | --- | ---- | --- | --- | ---- | --- | --- | --- | ---- | --- | --- | --- | --- | ---- |
| 1  | Chris Mullin         | 28   | 81 | 81 | 41.3 | 10.2 | 19.6 | .524 | 0.8 | 2.2 | .366 | 4.3 | 5.2 | .833 | 1.6 | 4.0 | 5.6 | 3.5  | 2.1 | 0.8 | 2.5 | 2.1 | 25.6 |
| 2  | Tim Hardaway         | 25   | 81 | 81 | 41.1 | 9.1  | 19.7 | .461 | 1.6 | 4.6 | .338 | 3.7 | 4.8 | .766 | 1.0 | 2.8 | 3.8 | 10.0 | 2.0 | 0.2 | 3.3 | 2.6 | 23.4 |
| 3  | Billy Owens          | 22   | 80 | 77 | 31.4 | 5.9  | 11.1 | .525 | 0.0 | 0.1 | .111 | 2.6 | 3.9 | .654 | 3.0 | 5.0 | 8.0 | 2.4  | 1.1 | 0.8 | 2.2 | 3.5 | 14.3 |
| 4  | Šarūnas Marčiulionis | 27   | 72 | 5  | 29.4 | 6.8  | 12.7 | .538 | 0.0 | 0.1 | .300 | 5.2 | 6.6 | .788 | 0.9 | 1.9 | 2.9 | 3.4  | 1.6 | 0.1 | 2.7 | 3.3 | 18.9 |
| 5  | Tyrone Hill          | 23   | 82 | 75 | 23.0 | 3.1  | 5.9  | .522 | 0.0 | 0.0 | .000 | 2.0 | 2.9 | .694 | 2.2 | 5.0 | 7.2 | 0.6  | 0.9 | 0.5 | 1.3 | 3.8 | 8.2  |
| 6  | Rod Higgins          | 32   | 25 | 6  | 21.4 | 3.5  | 8.4  | .412 | 1.3 | 3.8 | .347 | 1.9 | 2.4 | .814 | 1.2 | 2.2 | 3.4 | 0.9  | 0.6 | 0.5 | 0.6 | 3.0 | 10.2 |
| 7  | Mario Elie           | 28   | 79 | 32 | 21.2 | 2.8  | 5.4  | .521 | 0.3 | 0.9 | .329 | 2.0 | 2.3 | .852 | 0.9 | 2.0 | 2.9 | 2.2  | 0.9 | 0.2 | 1.1 | 2.0 | 7.8  |
| 8  | Vincent Askew        | 25   | 80 | 10 | 18.7 | 2.4  | 4.7  | .509 | 0.0 | 0.1 | .100 | 1.4 | 2.0 | .694 | 1.1 | 1.8 | 2.9 | 2.4  | 0.6 | 0.3 | 1.1 | 1.6 | 6.2  |
| 9  | Victor Alexander     | 22   | 80 | 28 | 16.9 | 3.0  | 5.7  | .529 | 0.0 | 0.0 | .000 | 1.3 | 1.9 | .691 | 1.3 | 2.9 | 4.2 | 0.4  | 0.6 | 0.8 | 1.1 | 2.2 | 7.4  |
| 10 | Chris Gatling        | 24   | 54 | 1  | 11.3 | 2.2  | 3.8  | .568 | 0.0 | 0.1 | .000 | 1.3 | 2.0 | .661 | 1.4 | 2.0 | 3.4 | 0.3  | 0.6 | 0.7 | 0.8 | 1.9 | 5.7  |
| 11 | Alton Lister         | 33   | 26 | 12 | 11.3 | 1.7  | 3.0  | .557 | 0.0 | 0.0 |      | 0.5 | 1.3 | .424 | 0.8 | 2.7 | 3.5 | 0.5  | 0.2 | 0.6 | 0.8 | 2.3 | 3.9  |
| 12 | Jaren Jackson        | 24   | 5  | 0  | 10.8 | 2.2  | 4.6  | .478 | 0.0 | 0.0 |      | 0.8 | 1.2 | .667 | 1.0 | 1.0 | 2.0 | 0.6  | 0.4 | 0.0 | 0.8 | 1.4 | 5.2  |
| 13 | Tom Tolbert          | 26   | 35 | 0  | 8.9  | 0.9  | 2.5  | .384 | 0.1 | 0.2 | .250 | 0.6 | 1.1 | .550 | 0.4 | 1.2 | 1.6 | 0.6  | 0.3 | 0.2 | 0.6 | 2.1 | 2.6  |
| 14 | Jud Buechler         | 23   | 15 | 0  | 8.1  | 0.7  | 2.2  | .303 | 0.0 | 0.1 | .000 | 0.6 | 0.8 | .750 | 0.7 | 1.2 | 1.9 | 0.7  | 0.6 | 0.2 | 0.5 | 0.7 | 1.9  |
| 15 | Jim Petersen         | 29   | 27 | 2  | 6.3  | 0.7  | 1.5  | .450 | 0.0 | 0.1 | .000 | 0.3 | 0.4 | .700 | 0.4 | 1.2 | 1.7 | 0.3  | 0.2 | 0.2 | 0.2 | 1.3 | 1.6  |
| 16 | Kenny Battle         | 27   | 8  | 0  | 5.8  | 1.0  | 1.6  | .615 | 0.0 | 0.1 | .000 | 0.3 | 0.5 | .500 | 0.1 | 0.8 | 0.9 | 0.5  | 0.1 | 0.3 | 0.3 | 0.8 | 2.3  |
| 17 | Tony Massenburg      | 24   | 7  | 0  | 3.1  | 0.7  | 1.1  | .625 | 0.0 | 0.0 |      | 0.9 | 1.3 | .667 | 0.6 | 1.1 | 1.7 | 0.0  | 0.0 | 0.0 | 0.4 | 1.4 | 2.3  |
| 18 | Mike Smrek           | 29   | 2  | 0  | 1.5  | 0.0  | 0.0  |      | 0.0 | 0.0 |      | 0.0 | 0.0 |      | 0.0 | 0.5 | 0.5 | 0.0  | 0.0 | 0.0 | 0.0 | 0.0 | 0.0  |
| 19 | Billy Thompson       | 28   | 1  | 0  | 1.0  | 0.0  | 0.0  |      | 0.0 | 0.0 |      | 0.0 | 0.0 |      | 0.0 | 0.0 | 0.0 | 0.0  | 0.0 | 0.0 | 0.0 | 0.0 | 0.0  |

### Playoffs
| Rk | Jugador              | Edad | P | PT | MP   | TC  | TCI  | %TC  | T3  | T3I | %T3   | TL  | TLI  | %TL   | RO  | RD  | RT  | AS  | RB  | TAP | BP  | FP  | PTS  |
| -- | -------------------- | ---- | - | -- | ---- | --- | ---- | ---- | --- | --- | ----- | --- | ---- | ----- | --- | --- | --- | --- | --- | --- | --- | --- | ---- |
| 1  | Tim Hardaway         | 25   | 4 | 4  | 44.0 | 8.0 | 20.0 | .400 | 2.5 | 7.3 | .345  | 6.0 | 9.3  | .649  | 1.5 | 2.3 | 3.8 | 7.3 | 3.3 | 0.0 | 3.5 | 3.5 | 24.5 |
| 2  | Chris Mullin         | 28   | 4 | 4  | 42.0 | 6.8 | 15.8 | .429 | 1.0 | 3.0 | .333  | 3.3 | 3.5  | .929  | 0.8 | 2.3 | 3.0 | 3.0 | 1.3 | 0.5 | 2.0 | 2.0 | 17.8 |
| 3  | Billy Owens          | 22   | 4 | 4  | 39.3 | 7.5 | 14.3 | .526 | 0.0 | 0.0 |       | 4.3 | 6.8  | .630  | 3.3 | 5.0 | 8.3 | 3.3 | 2.0 | 0.5 | 1.5 | 3.5 | 19.3 |
| 4  | Šarūnas Marčiulionis | 27   | 4 | 0  | 33.3 | 6.3 | 11.8 | .532 | 0.3 | 0.5 | .500  | 8.5 | 10.3 | .829  | 0.8 | 1.5 | 2.3 | 5.0 | 0.8 | 0.3 | 1.0 | 3.8 | 21.3 |
| 5  | Chris Gatling        | 24   | 4 | 0  | 20.3 | 4.5 | 7.3  | .621 | 0.0 | 0.0 |       | 3.5 | 5.5  | .636  | 2.3 | 4.0 | 6.3 | 0.0 | 0.5 | 2.5 | 0.3 | 3.5 | 12.5 |
| 6  | Mario Elie           | 28   | 4 | 2  | 20.0 | 5.8 | 9.0  | .639 | 0.5 | 0.5 | 1.000 | 0.5 | 0.8  | .667  | 2.8 | 2.8 | 5.5 | 2.5 | 1.3 | 0.0 | 1.5 | 2.8 | 12.5 |
| 7  | Tyrone Hill          | 23   | 4 | 1  | 11.8 | 0.8 | 1.8  | .429 | 0.0 | 0.0 |       | 0.0 | 0.5  | .000  | 0.8 | 1.3 | 2.0 | 0.3 | 0.5 | 0.0 | 0.8 | 3.0 | 1.5  |
| 8  | Alton Lister         | 33   | 4 | 3  | 11.8 | 1.5 | 3.8  | .400 | 0.0 | 0.0 |       | 1.0 | 1.3  | .800  | 0.8 | 2.0 | 2.8 | 0.3 | 0.0 | 1.0 | 0.8 | 2.3 | 4.0  |
| 9  | Rod Higgins          | 32   | 2 | 2  | 8.5  | 1.0 | 2.5  | .400 | 0.0 | 1.0 | .000  | 1.0 | 1.0  | 1.000 | 0.0 | 0.0 | 0.0 | 0.5 | 0.5 | 0.0 | 0.0 | 0.5 | 3.0  |
| 10 | Vincent Askew        | 25   | 4 | 0  | 7.5  | 0.3 | 2.0  | .125 | 0.0 | 0.0 |       | 0.0 | 0.0  |       | 0.8 | 0.3 | 1.0 | 1.3 | 0.0 | 0.0 | 0.5 | 0.8 | 0.5  |
| 11 | Victor Alexander     | 22   | 4 | 0  | 6.0  | 0.8 | 1.3  | .600 | 0.0 | 0.0 |       | 0.3 | 0.3  | 1.000 | 0.3 | 1.3 | 1.5 | 0.3 | 0.5 | 0.0 | 0.5 | 2.0 | 1.8  |

## Galardones y récords
| Jugador/Entrenador | Galardón                              |
| Chris Mullin       | Mejor quinteto de la NBA All-Star     |
| Tim Hardaway       | 2.º Mejor quinteto de la NBA All-Star |
| Don Nelson         | Entrenador del Año de la NBA          |
| Billy Owens        | Mejor quinteto de rookies de la NBA   |